# 日本桥 (大阪市)
日本橋（日语：／ Nipponbashi ）是日本大阪府大阪市中央区、浪速区的町名及周边地区的名称；也可指道頓堀川上的一座桥梁，为堺筋跨越道頓堀川的桥梁。
2010年10月1日时点人口7,399人、4,918户。

### 河川
- 道頓堀川

## 历史
1792年和1872年，大阪市政府将该地区从长町改名为日本桥。明治和大正时期，有大量二手书店开业。第二次世界大战后，许多消费类电子产品商店开张，其中最著名的是Den Den Town。

## 设施

### 公園
- 日本橋公園
- 黒門公園

## 日本橋（橋梁）

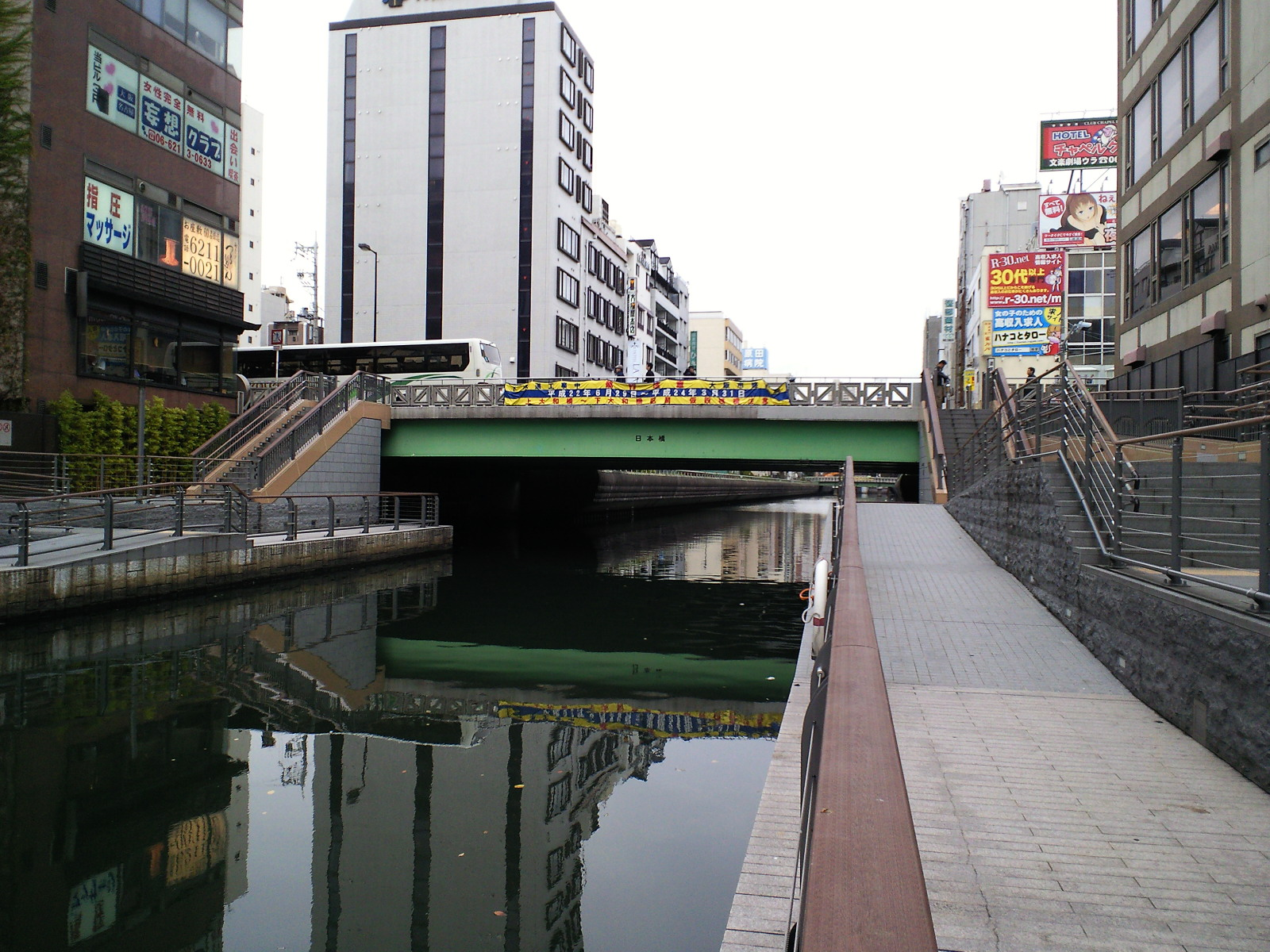
日本橋（2010年11月28日）

1619年（元和5年），江戶幕府建造了日本桥。这是一座长40米，宽7米的木桥，类似于江戶的日本橋。1877年（明治10年）改建为铁桥。1901年（明治34年）至1912年（明治45年）改建。現在的桥梁系1969年（昭和44年）所建，长28.8米，宽28米。

## 腳註
1. ↑  当地居民及附近商户也有读作「 Nihonbashi」的情况。